# Misodendraceae
Famille
Classification APG III (2009)
Les Misodendraceae (les Misodendracées) sont une famille de plantes à fleurs dicotylédones de l'ordre des Santalales. C'est une petite famille qui comprend une dizaine d'espèces du genre Misodendron.
Ce sont des arbustes ou des sous-arbrisseaux, sans racines, semi-parasites des parties aériennes de leurs hôtes, des régions tempérées d'Amérique du Sud.

## Étymologie
Le nom vient du genre type Misodendrum composé du grec μίσος / misos, haine, et δένδρων / dendron, arbre, en référence à son semi-parasitisme sur certaines espèces d'arbres tel le Nothofagus (Fagaceae).

## Liste des genres
Selon NCBI (29 avr. 2010) et Angiosperm Phylogeny Website (29 avr. 2010) :
- genre Myzodendron

Selon DELTA Angio (29 avr. 2010) :
- genre Myzodendron

## Liste des espèces
Selon NCBI (29 avr. 2010) :
- genre Misodendrum
  - Misodendrum angulatum
  - Misodendrum brachystachyum
  - Misodendrum gayanum
  - Misodendrum linearifolium
  - Misodendrum oblongifolium
  - Misodendrum punctulatum
  - Misodendrum quadriflorum